# Wakai Kenji
Kenji Wakai (sinh ngày 22 tháng 9 năm 1974) là một cầu thủ bóng đá người Nhật Bản.

## Sự nghiệp câu lạc bộ
Kenji Wakai đã từng chơi cho Sanfrecce Hiroshima.